# Niphades castanea
Niphades castanea là một loài côn trùng trong họ Curculionidae. Loài này được Chao miêu tả khoa học đầu tiên.
Đây là loài gây hại của cây Castanea mollissima, phát triển phổ biến ở Trung Quốc.